# Spoorbrug Maastricht
De Spoorbrug Maastricht is een oorspronkelijk 19e-eeuwse spoorbrug in de Nederlandse stad Maastricht. De brug overspant de rivier de Maas en maakt deel uit van de voormalige Spoorlijn 20 Hasselt - Maastricht. De brug bestaat uit een vast deel, een boogbrug en een beweegbaar deel, een tafelbrug van 32,4 meter. Sinds 2001 is de na de Tweede Wereldoorlog deels herbouwde brug een gemeentelijk monument.

## Historie

### Traliebrug
De eerste brug uit 1856 op deze locatie was een traliebrug. De brug is ontworpen door Johan Arthur Kool (1816-1873), hoofdingenieur van de Aken-Maastrichtsche Spoorweg-Maatschappij. Het ijzeren deel werd geleverd door de firma Cockerill in Luik. Hoofdopzichter tijdens de bouw was de latere minister Grégoire van den Bergh (1824-1890). Het was de tweede grote spoorbrug van gewalst ijzer in Nederland. De brug was 194 m lang en bestond uit twee brugdelen, die elk op twee hoofdpijlers en een steunpijler rustten. De landhoofden en de rivierpijlers waren voorzien van mergelstenen torentjes in neogotische stijl (of neotudorstijl), inclusief schietgaten. De bruggenhoofden waren verder versierd met guirlandes en wapenschilden van plaatsen aan de spoorweg. De brug had ruimte voor twee spoorlijnen, waarvan er echter maar één in gebruik werd genomen. De overgebleven ruimte werd in 1922 op verzoek van de gemeente benut voor de aanleg van een voetgangersbrug. Deze werd voornamelijk gebruikt door de arbeiders van de fabrieken aan beide zijden van de brug.
Op 10 mei 1940 werden de twee overspanningen aan Maastrichtse zijde door de Nederlandse militairen vernield in een poging de Duitse opmars te vertragen. In oktober 1940 werd de brug hersteld. Bij een Amerikaans bombardement gericht op de spoorbrug op 18 augustus 1944, werd de brug gemist maar werden woningen in nabije woonbuurten (o.a. Quartier Amélie) verwoest, waarbij 109 doden te betreuren vielen en meer dan 300 huizen vernield werden, waarvan 55 onherstelbaar. Op 8 september, enkele dagen voor de Bevrijding van Maastricht, werd de brug door een Sprengkommando van de terugtrekkende Duitsers opgeblazen. De middenpijler verdween tot onder de waterlijn en is later niet herbouwd.

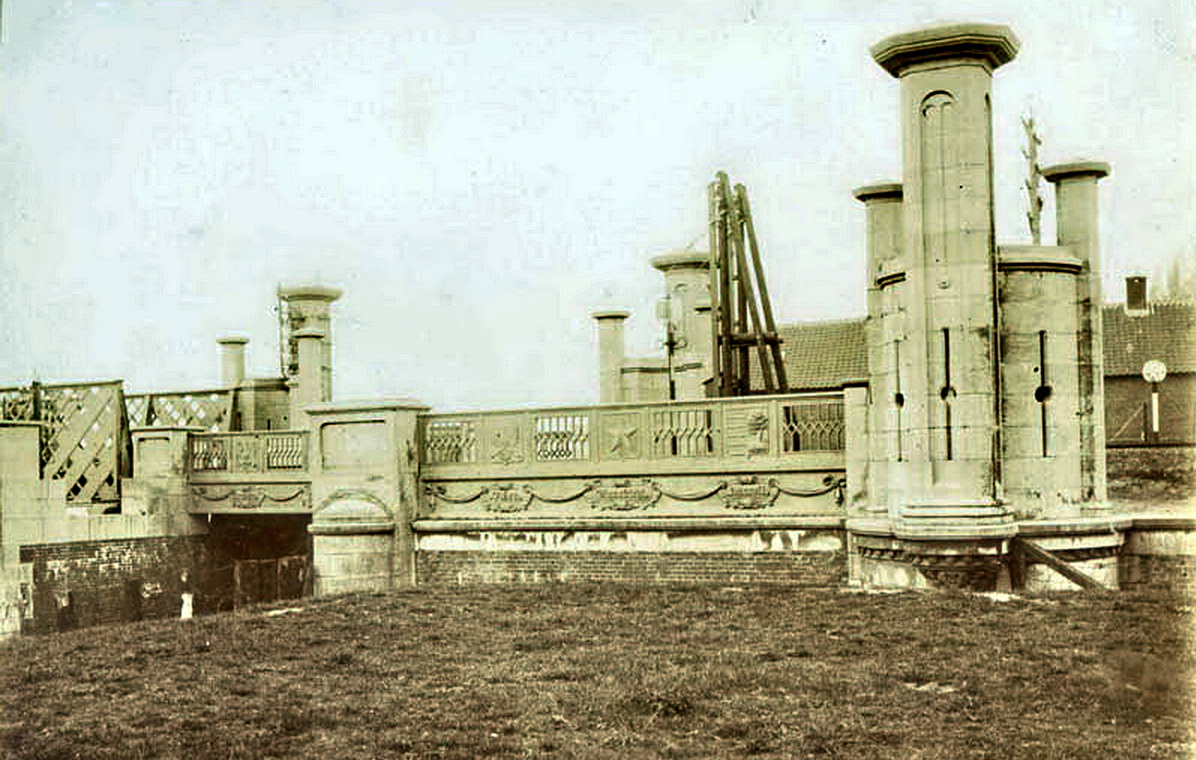
Westelijke aanlanding, 1921
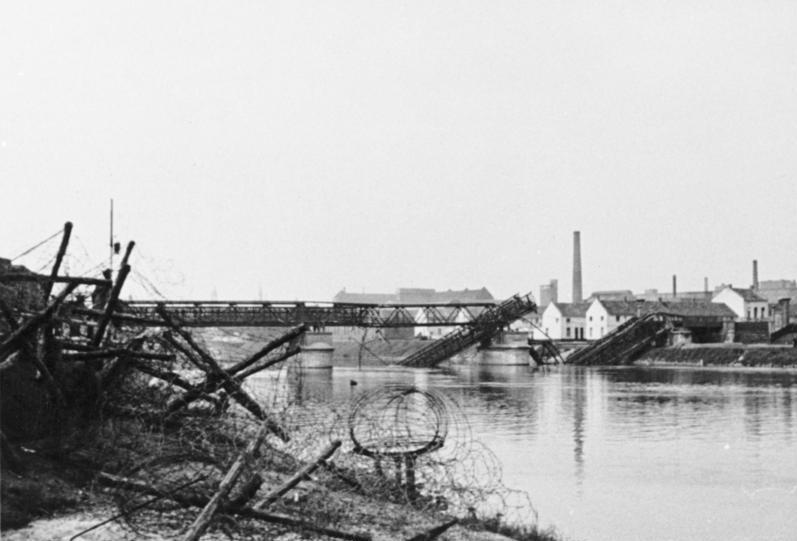
Verwoeste spoorbrug, 1940
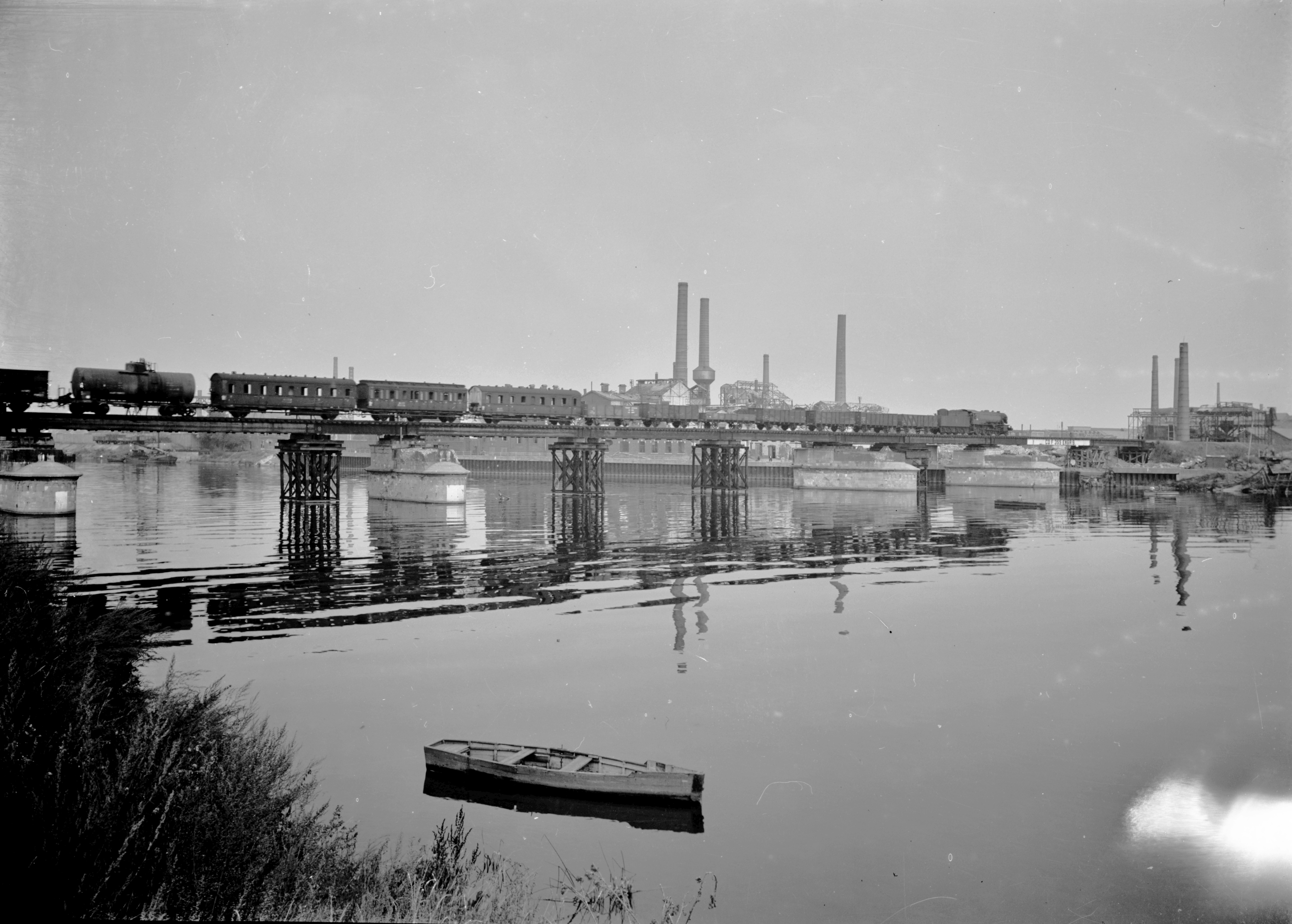
Provisorisch herstelde brug, 1945
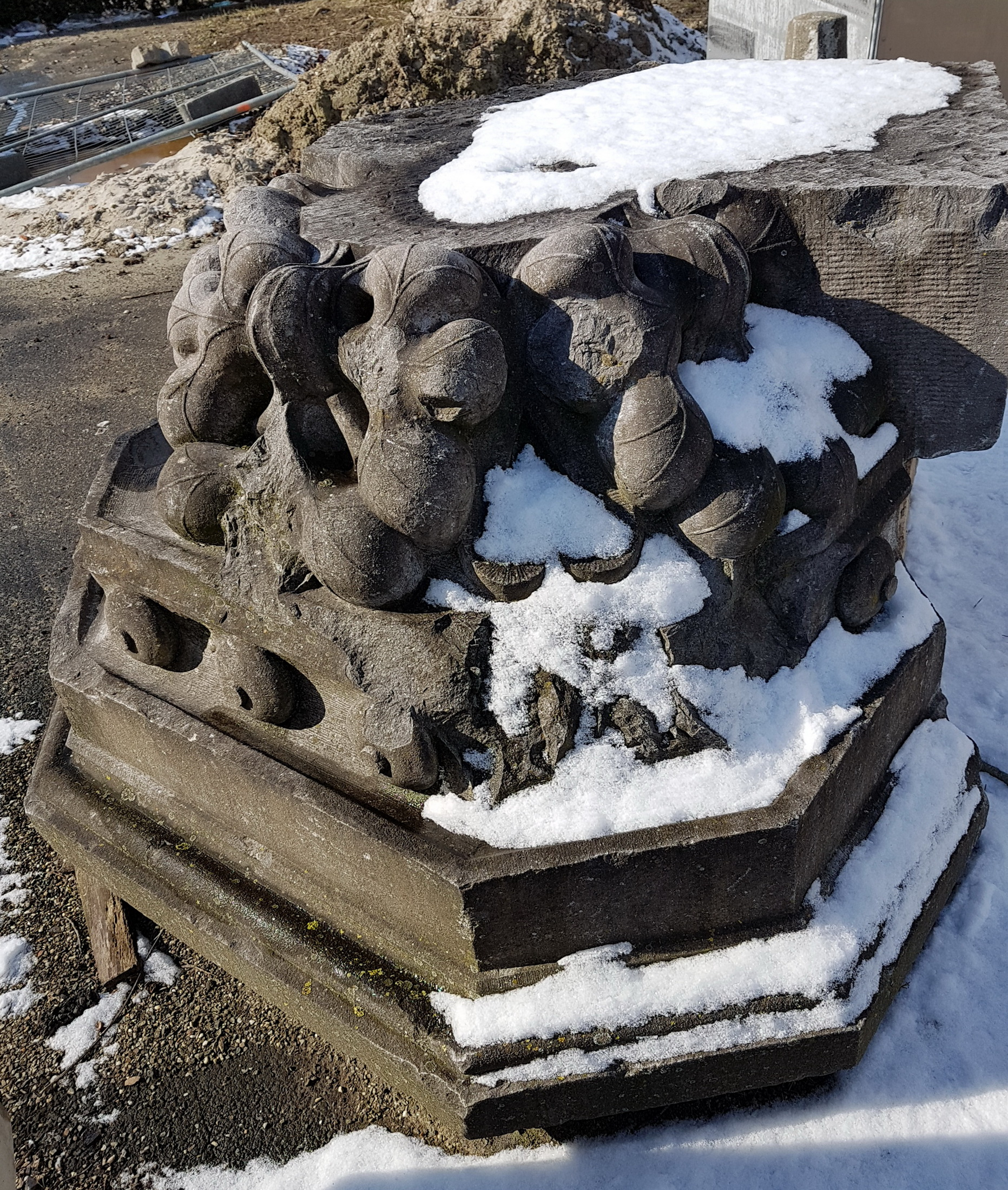
Ornament verwoeste brugpijler

### Boogbrug
In januari 1945 sloeg de Amerikaanse genie een noodbrug, die deels gebruik maakte van de provisorisch herstelde stenen pijlers, deels van stalen noodpijlers. Aanvankelijk was deze uitsluitend bedoeld voor militair gebruik. Na de oorlog werd de treindienst Hasselt-Maastricht hersteld, maar in 1954 werd deze voor wat betreft het personenvervoer gesloten. In 1957 werd de twaalf jaar oude noodbrug vervangen door een permanente brug, ontworpen door de afdeling Staalbouw en Brugonderhoud van de Nederlandse Spoorwegen. Van de oude brug werden twee pijlers hergebruikt, nadat deze verhoogd waren tot een doorvaarhoogte van 51 m NAP. De nieuwe brug is een driedelige verstijfde staafboogbrug, waarvan het middendeel 66 meter overspant, gedragen door twee stalen boogspanten. Het westelijk brugdeel is beweegbaar (tafelconstructie). In oktober 1957 werd de brug in dienst gesteld voor het goederenvervoer.
In 1990 kwam ook aan het goederenvervoer een einde, waarna de spoorbrug en de aansluitende spoorweg in verval raakte. Een poging in de jaren 2010 om de goederenspoorlijn nieuw leven in te blazen mislukte. In 2022 stelde ProRail voor de spoorbrug te slopen, vanwege de hoge onderhoudskosten en de hinder die de brug oplevert voor de Maasvaart. Vanwege protesten werd dit voornemen opgeschort. Uit een rapport van het onderzoeksbureau WSP kwamen in 2023 vier scenario's naar voren: 1. handhaving huidige situatie; 2. aanpassing spoorbrug voor fietsverkeer en voetgangers, eventueel na verhoging/verplaatsing pijlers (duurste variant: tot ca. 40 miljoen euro); 3. sloop spoorbrug en nieuwbouw fiets- en voetgangersbrug meer naar het zuiden (tot ca. 30 miljoen euro); 4. alleen sloop (op termijn de goedkoopste oplossing). Deze laatste variant heeft de voorkeur van Rijkswaterstaat, omdat daarmee een hinderpaal voor de scheepvaart zou verdwijnen en bovendien het waterpeil in de Maas bij Maastricht drie tot vijf centimeter zou dalen, wat gunstig is met het oog op toekomstige hoogwatermaatregelen.

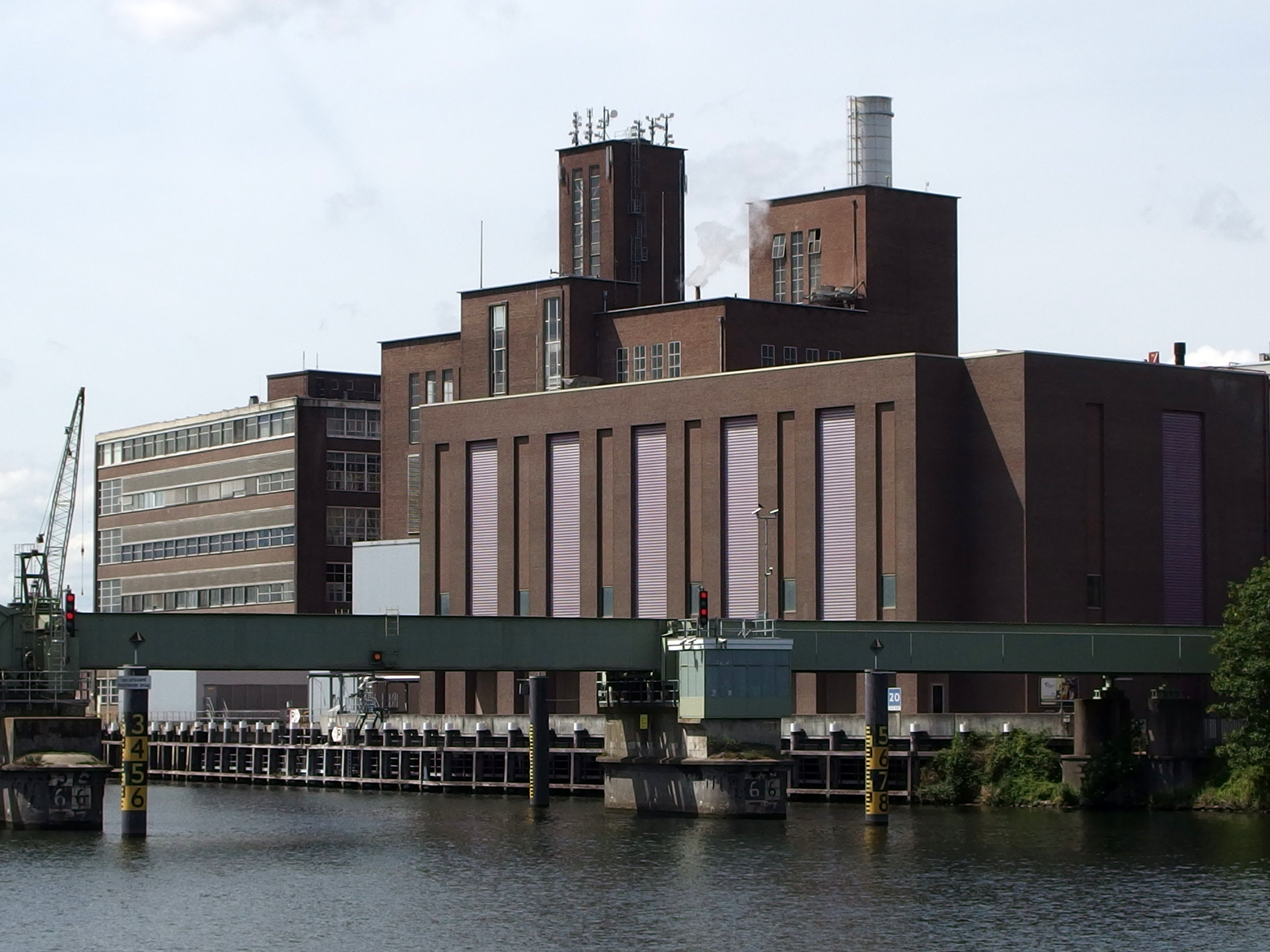
Aanlanding linker Maasoever
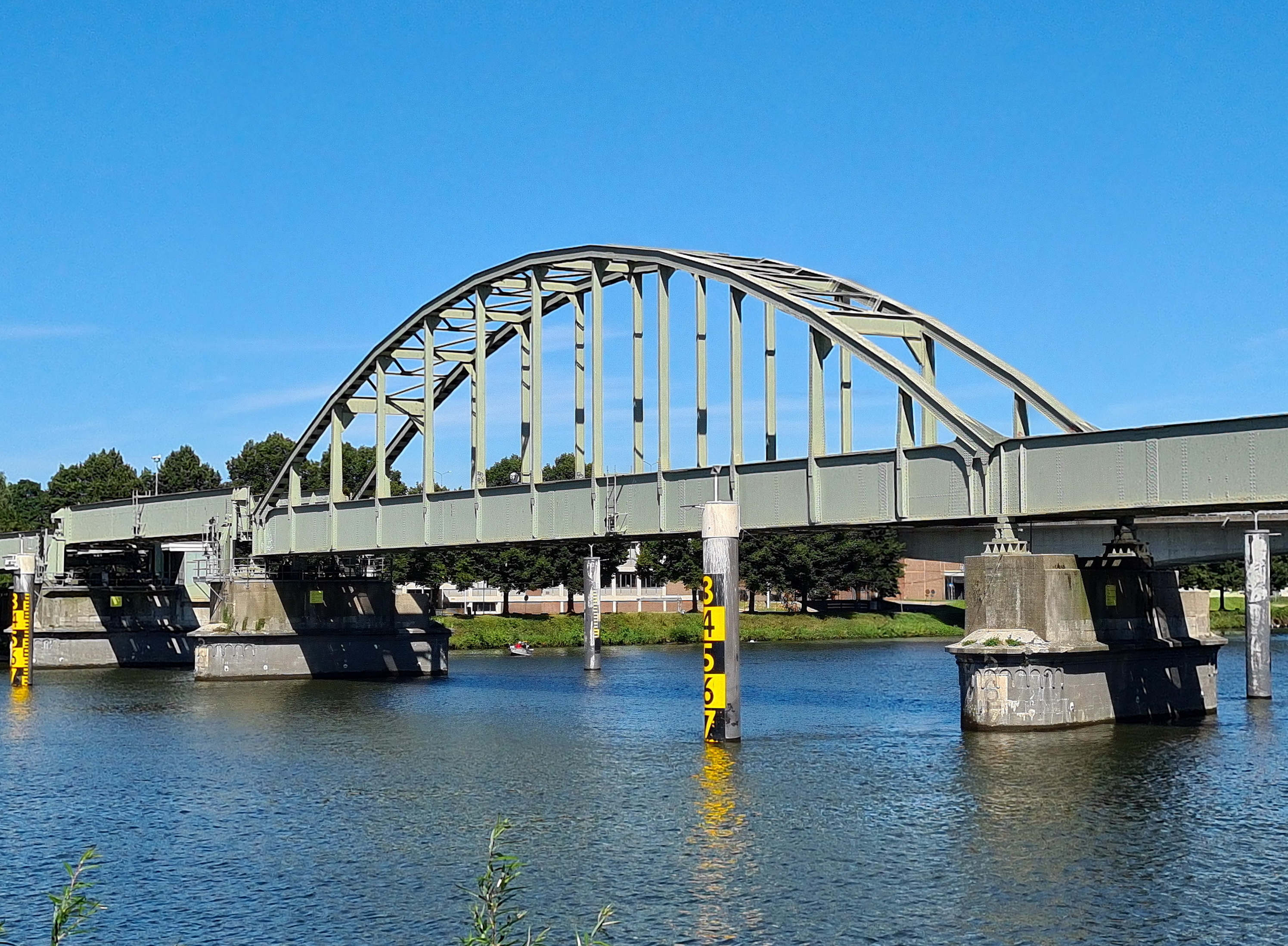
Middendeel
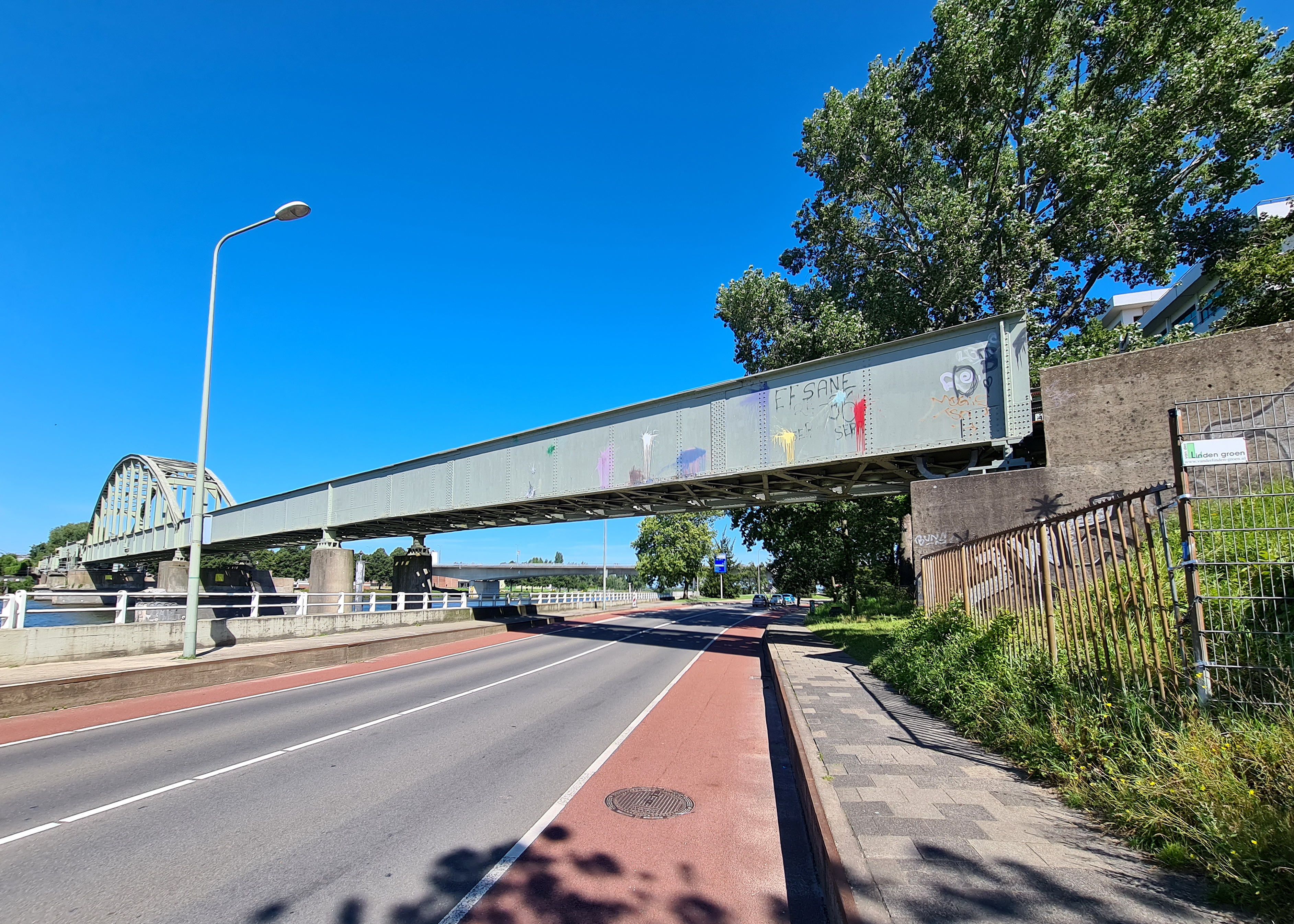
Aanlanding rechter Maasoever
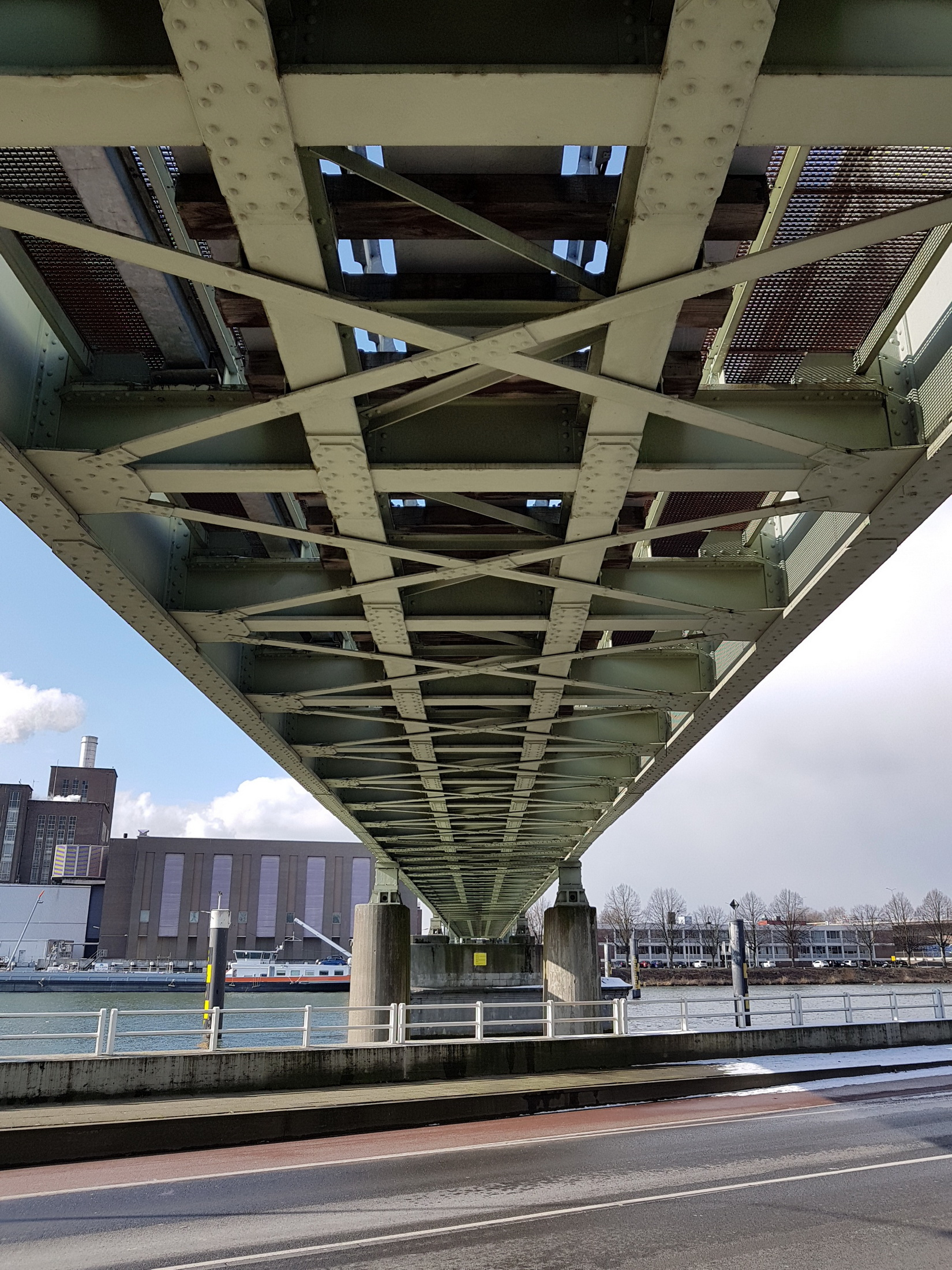
Onderkant brug vanaf rechter Maasoever